# Laura y Zoe
Laura y Zoe fue una telenovela unitaria argentina emitida en 1998 por Canal 13, protagonizada por Cecilia Roth y Susú Pecoraro.

## Sinopsis
Cuenta la historia de dos fotógrafas, a las cuales son más las cosas que las distancia que las que las une, pero que con el paso del tiempo terminan sellando un vínculo motivado por una pérdida en común.
Laura (Cecilia Roth), poseedora de una personalidad explosiva y arrolladora, es hija de Carlos Prat (Tato Pavlovsky) un afamado reportero gráfico de quién hereda su profesión. Recién divorciada, regresa de su anterior vida en Madrid para reinstalarse en Buenos Aires.
Zoe (Susú Pecoraro), también profesa la actividad fotográfica, motivada no sólo por haber sido alumna de Prat, sino también su amante. De carácter más introvertido, no sólo debe lidiar con su frágil situación económica, sino que también debe hacerse cargo de su madre.
Un mal día, Prat muere en un confuso accidente, aunque existen quienes aseguran que fue asesinado por haber atestiguado un crimen político y haber tomado registro de ello. Tras su sepultura, se conoce que su última voluntad es que las dos últimas mujeres de su vida, se hagan cargo de su estudio fotográfico, es decir, Laura y Zoe.
Motivadas por conocer la verdad, más allá de los sentimientos que las distancie o acerque, Laura y Zoe inician una profunda búsqueda a través de los documentos dejados por Prat, a fin de conocer la verdad detrás de su misteriosa muerte.

## Guion
El guion es de Graciela Maglie con Cristina Civale y la colaboración autoral de Mónica Silver. Fue dirigida por Héctor Olivera, Javier Olivera y Alejandro Maci. La música es de Osvaldo Montes.

## Cortina musical
El tema de apertura es "Laura y Zoe" interpretado por Fito Páez.

## Elenco
El elenco estuvo conformado, entre otros, por Favio Posca, Alfredo Allende, Elsa Berenguer, Rita Cortese, Martín Gianola, Miguel Guerberof, Daniel Kuzniecka, Carlos Lipsic, Carlos Rivas, Roly Serrano, Humberto Serrano, Magela Zanotta y Eduardo Pavlovsky.